# 3961 Arthurcox
3961 Arthurcox eller 1962 OB är en asteroid i huvudbältet, som upptäcktes 31 juli 1962 av Indiana Asteroid Program vid Indiana University Bloomington med Goethe Link Observatory. Asteroiden har fått sitt namn efter Arthur N. Cox.
Asteroiden har en diameter på ungefär 10 kilometer och den tillhör asteroidgruppen Eunomia.